# Hafnium
Hafnium är ett silvergrått metalliskt grundämne med kemiskt tecken  Hf. Hafnium används i bland annat radiorör och glödlampor. Det återfinns i olika zirkoniummineral. Namnet kommer av Hafnia, som är det latinska namnet för Köpenhamn. 
Grundämnet upptäcktes där 1923 av Dirk Coster och George de Hevesy sedan Niels Bohr med utgångspunkt från sin atomteori 1922 hade förutsagt dess existens.

## Användning
Hafnium absorberar neutroner bra och används ibland i kärnkraftverk för att absorbera neutroner. Det kan också användas i legeringar med bland annat järn och titan.
Ett hafnium-baserat material är kandidat för en High-K-isolering som kommer att användas i framtida generationers processorer. High-K (kappa) = hög dielektrisk konstant (relativ permittivitet).
Intel och IBM har forskat inom området och har funnit att hafnium-baserade material är bättre isolatorer än kiseldioxid, vilket gör att man kan producera chip som är snabbare, mindre och mer energisnåla. Intel har nu börjat tillverka 45-nanometersprocessorer med hafnium.

## Framställning och förekomst
Hafnium separeras från zirkonium (som har liknande egenskaper) genom vätske-vätske-extraktion.
I naturen förekommer hafnium i olika zirkoniummineral.